# Barcelona SC
A Barcelona Sporting Club egy ecuadori sport- és labdarúgóklub, melynek székhelye Guayaquilben található. A klubot 1925-ben alapították és az első osztályban szerepel.
Az ecuadori bajnokságot 15 alkalommal nyerte meg, ezzel legeredményesebb klub az országban. 
Hazai mérkőzéseit az Estadio Monumental Banco Pichinchában játssza. A stadion 57267 fő befogadására alkalmas. A klub hivatalos színei a sárga-fekete.

## Története
A klubot egy spanyol emigráns Eutimio Pérez alapította 1925. május 1-jén, melyet szülővárosa, Barcelona után nevezett el. Az idők folyamán az ország legnépszerűbb csapata lett, riválisa az Emelec.

## Sikerlista
- Ecuadori bajnok (15): 1960, 1963, 1966, 1970, 1971, 1980, 1981, 1985, 1987, 1989, 1991, 1995, 1997, 2012, 2016